# Paradrepanophorus obiensis
Paradrepanophorus obiensis är en djurart som tillhör fylumet slemmaskar, och som beskrevs av Stiasny-Wijnhoff 1936. Paradrepanophorus obiensis ingår i släktet Paradrepanophorus och familjen Paradrepanophoridae. Inga underarter finns listade i Catalogue of Life.